# 岡屋関白記
岡屋関白記（おかのやかんぱくき）は、鎌倉時代の関白近衛兼経の日記。
宇治にあった別業「岡屋殿（おかのやどの）」に居住していたことに由来する。散逸が激しく、貞応元年（1222年）から建長3年（1251年）のうち、一部分が残るのみである。特に自筆本は陽明文庫所蔵の建長元年（1249年）春の部分のみである。貞永元年（1232年）冬の部分は後堀河天皇の譲位について書かれていることで知られている。